# Perizoma venisticta
Perizoma venisticta är en fjärilsart som beskrevs av Paul Dognin 1912. Perizoma venisticta ingår i släktet Perizoma och familjen mätare. Inga underarter finns listade i Catalogue of Life.